# Robert Gerwarth

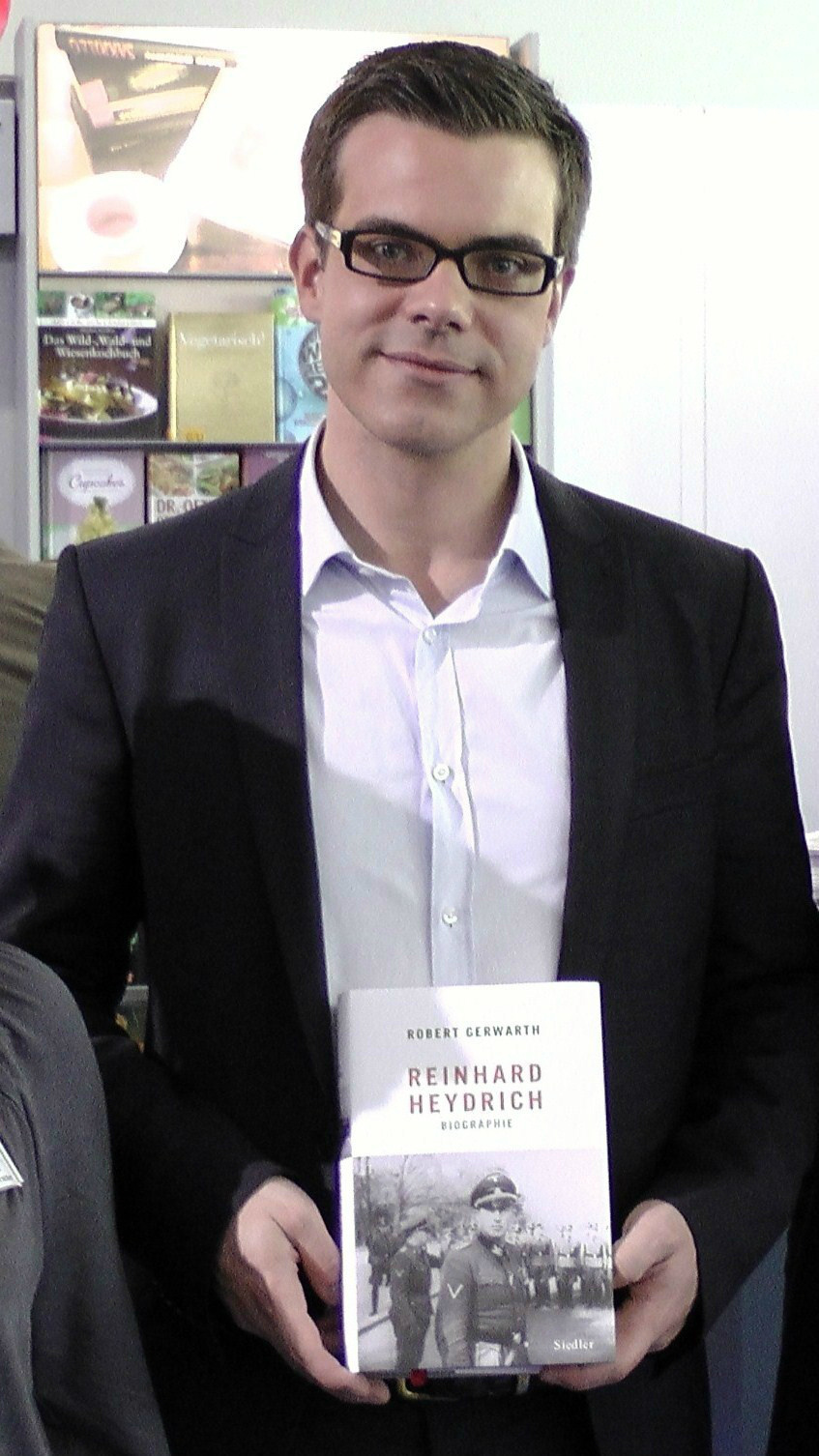
Robert Gerwarth (2011)

 Robert Benjamin Gerwarth (* 12. Februar 1976 in Berlin) ist ein deutscher Historiker, der am irischen University College Dublin lehrt und das dortige Zentrum für Kriegsstudien leitet.

## Leben
Gerwarth studierte Geschichte und Politikwissenschaften in Berlin und Oxford und wurde an der University of Oxford mit einer 2005 publizierten Studie zum Bismarck-Mythos promoviert. Als Postdoktorand absolvierte er Forschungsaufenthalte an den Universitäten Oxford, Princeton und Harvard. Für seine Forschungen zur politischen Gewaltgeschichte des 20. Jahrhunderts erhielt er verschiedene Stipendien, unter anderem durch das European Research Council, die British Academy und die Guggenheim-Foundation.
Gerwarth ist Professor für Moderne Geschichte am University College Dublin und Gründungsdirektor des dortigen, seit 2010 bestehenden Zentrums für Kriegsstudien. 2012 wurde er zum Mitglied der Royal Irish Academy gewählt, 2015 in die Academia Europaea. 2020 erhielt er den Reimar Lüst-Preis der Alexander von Humboldt-Stiftung „in Würdigung herausragender wissenschaftlicher Leistungen“. 2022 wurde er vom Irish Research Council als „Forscher des Jahres“ ausgezeichnet.
Nachdem seine Studie zum Bismarck-Mythos, die diesen als mächtigen ideologischen Gegner der Weimarer Republik analysiert, dessen „idealisierte Vergangenheit“ die Gegenwart der Republik entwertet habe, eine große öffentliche Resonanz fand, wird seine im September 2011 erschienene Biografie über den Chef des Berliner Reichssicherheitshauptamtes (RSHA), Reinhard Heydrich, in einer Rezension des Spiegel als „erste wissenschaftliche Biografie“ verortet. Weitere Besprechungen, unter anderen des Historikers Hans Mommsen, bestätigen diese Einschätzung einer wissenschaftlich vorzüglichen Biographie, die zudem gut lesbar sei.
2017 erschien sein viel beachtetes und mehrfach ausgezeichnetes Buch Die Besiegten (orig. The Vanquished, 2016) in deutscher Übersetzung, 2018 folgte eine Monografie zur deutschen Novemberrevolution.

## Schriften
- Der Bismarck-Mythos. Die Deutschen und der Eiserne Kanzler. Aus dem Englischen Klaus-Dieter Schmidt. Siedler Verlag, München 2007, ISBN 978-3-88680-871-7 (unter dem Titel The Bismarck Myth zuerst Oxford 2005).
- Hitler's Hangman: The Life of Heydrich. Yale University Press 2011, ISBN 978-0-300-11575-8.

Übersetzung: Reinhard Heydrich. Biographie. Siedler, München 2011, ISBN 978-3-88680-894-6.
- als Herausgeber (mit John Horne): Krieg im Frieden. Paramilitärische Gewalt in Europa nach dem Ersten Weltkrieg. Wallstein Verlag, Göttingen 2013, ISBN 978-3-8353-1298-2.
- Die Besiegten. Das blutige Erbe des Ersten Weltkriegs. Aus dem Englischen Alexander Weber. Siedler, München 2017, ISBN 978-3-8275-0037-3 (unter dem Titel The Vanquished. Why the First World War failed to end, 1917–1923 zuerst Allen Lane 2016).
- Die größte aller Revolutionen – November 1918 und der Aufbruch in eine neue Zeit. Siedler, München 2018, ISBN 978-3-8275-0036-6.

## Auszeichnungen
- 2022 Irish Research Council „Researcher of the Year“
- 2020 Reimar Lüst Preis, Alexander von Humboldt-Stiftung
- 2018 Premio Cherasco Storia für Die Besiegten (italienische Ausgabe)
- 2017 Tomlinson Prize, World War I History Association, für Die Besiegten (englische Ausgabe) The Vanquished
- 2004 The Wiener Library Ernst Fraenkel Prize, Category B für Der Bismarck-Mythos. Die Deutschen und der Eiserne Kanzler[6]